# Mark Yee (Cellist)
Mark Daniel Baekbeom Yee (* 13. Dezember 1987) ist ein US-amerikanischer Cellist koreanischer Herkunft.

## Leben und Wirken
Yee war Celloschüler von Desmond Hoebig, Richard Weiss, Christopher French und Richard Aaron. Er erwarb den Bachelorgrad an der Manhattan School of Music bei Clive Greensmith, einem ehemaligen Mitglied des Tokyo Quartet, und besuchte beim International Musicians Seminar Prussia Cove 2009 in England Kurse von Steven Isserlis und Ralph Kirshbaum. Er gewann den Konzertwettbewerb des Cleveland Institute of Music mit Antonín Dvořáks Cellokonzert, spielte Tschaikowskis Rokoko-Variationen mit dem National Repertory Orchestra und war 2014 Teilnehmer des Shooting-Stars-Konzertes beim Sarasota Music Festival. Den Mastergrad und das Konzertdiplom erhielt er 2015 an der Eastman School of Music, wo er auch als Assistent von Stevan Doane und Rosemary Elliott unterrichtete.
Er war Mitglied des von Sylvia Rosenberg von der Juilliard School mentorierten Yee-Matathias-Cheli-Klaviertrios (mit Dominic Cheli und Asi Matathias) und wirkte an Meisterklassen Jeremy Denks und Menahem Presslers am Lincoln Center mit. Weitere Kammermusikpartner waren u. a. Robert D. Levin, Mikhail Kopelman, Oleh Krysa, James Buswell, Pamela Frank, Kim Kashkashian und Emma Tahmizian. Als Orchestermusiker trat er unter Dirigenten wie Kurt Masur, Gustavo Dudamel, David Zinman, Peter Oundjian und Leonard Slatkin auf. Mit dem China Conservatory Chamber Ensemble spielte er am Lincoln Center Uraufführungen von Werken Victoria Bonds, Gao Pings, Wang Da Hongs und Xie Wen Huis.

## Weblink
- Website von Mark Yee